# 褶裥

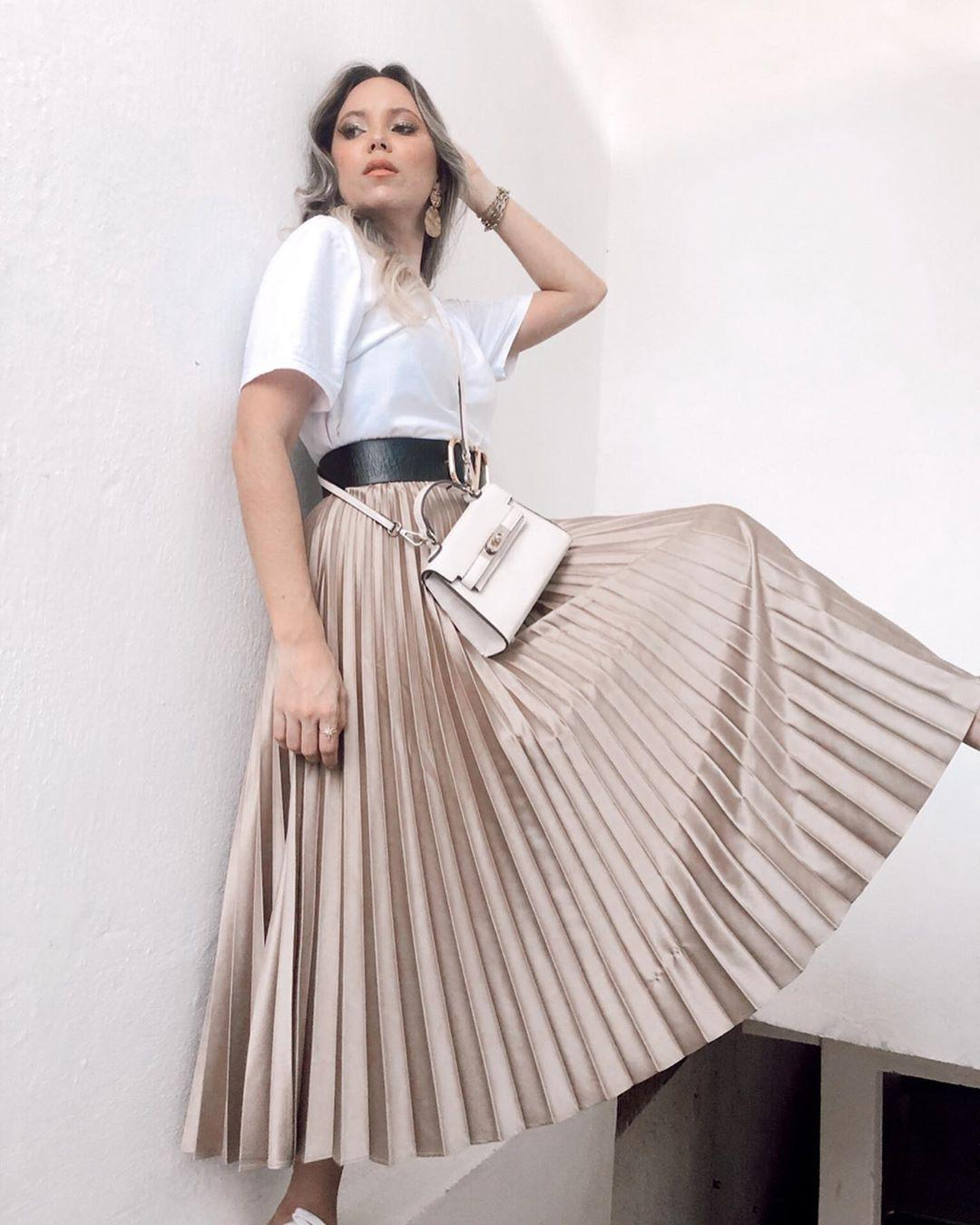
身穿亮丽百褶裙的女士

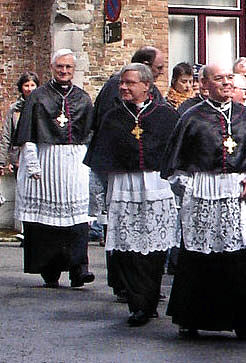
身穿打褶罗切特的天主教神职人员

褶裥、褶（直译：褶皱）是一种将织物折叠并固定到位而成的褶皱设计。通常被用于服装和室内装潢中，将一块宽大的织物收拢到较窄身的周围。
褶裥分为“压制”和“非压制”两种，压制是指以熨烫或以其他方式热定型为锋利折痕（英語：sharp crease），而非压制则呈钝弧形褶皱（英語：soft rounded folds）。另外，褶裥缝制到位后则称为縫褶（英語：Tuck_(sewing)）。

## 类型

### 风琴褶

刀锋褶

风琴褶（英語：accordion）或刀锋褶是一种紧密的褶裥形式，可以让服装在运动时扩大其形状。风琴褶也用于一些服装袖子，例如在肘部末端打褶，并在袖口处将褶裥的丰满度紧密地收拢在一起。这种褶裥形式启发了洛伊·富勒的“裙舞”。 风琴褶也可以用在折扇中。

### 箱型褶

箱型褶

双箱型褶

箱型褶（英語：box）是背靠背的刀锋褶，并且有从腰线处向外扩张的趋势。 它们与刀锋褶具有相同的 3:1 比例，并且也可以堆叠形成“堆叠”或“双箱型褶”。这些堆叠的箱型褶创造了更大的丰满度，并具有 5:1 的比例。它们还会产生更厚的接缝。反向箱型褶的“盒子”位于内部而不是外部。

### 筒式褶

筒式褶

筒式褶（英語：cartridge）用于将大量织物收拢到较小的腰带或袖窿中，而不会增加接缝的体积。这种类型的褶裥还可以使裙子或袖子的织物从接缝处向外扩张。在 15 和 16 世纪，这种褶裥形式在男性和女性的服装中都很流行。使用两条或更多条平针线均匀地将织物收拢，并将每个褶裥的顶部用回针缝到腰带或袖窿上。筒式褶裥在19世纪40年代的时尚中重新流行起来，用于将越来越丰满的钟形裙子连接到时髦的窄腰上。

### 瓦楞褶
凹槽褶（英語：fluted pleats）或“瓦楞褶”（英語：flutings）是非常小的圆形或压制褶裥，用于修剪（英語：Trim (sewing)）。名字源于其与排箫（英語：pan flute）的相似之处。

### 福图尼褶
福图尼褶（英語：fortuny）是设计师马里亚诺·福图尼在 20 世纪初使用一种至今仍未被理解的秘密褶裥定型工艺，在丝绸织物上设置的清爽褶裥。

### 蜂窝褶
蜂窝褶（英語：honeycomb）是狭窄的卷边褶，用作褶裥的基础。

### 后摆褶
后摆褶（英語：kick）是从服装（如裙子或外套）的下摆向上延伸的短褶裥，通常位于背面。它们可以让服装在静止时垂直垂下，同时也能让穿着者自由活动。

### 金尤西褶

金尤西褶

金尤西褶（英語：kingussie），以苏格兰小镇命名，是一种非常罕见的褶裥类型，用于一些苏格兰短裙。它们由位于短裙后部中央的单个箱型褶和两侧呈扇形散开的刀锋褶组成。

### 刀锋褶
刀锋褶（英語：knife）用于基本的收拢目的，并且形成一条平滑的线条，而不是从它们被收拢到的接缝处向外扩张。这些褶裥的比例为 3:1——三英寸的织物将形成一英寸的成品褶裥。刀锋褶可以通过它们在接缝处重叠的方式来识别。

### 管风褶
管风褶（英語：organ）是平行排列的柔软圆形褶裥，类似于管风琴的音管。卡尔·科勒认为，这些褶裥是通过将一个或多个布块（英語：布块）插入织物面板中制成的。

### 压褶
压褶（英語：plissé）是通过用针脚将织物收拢、润湿织物，然后让湿织物在重物或张力下干燥来“定型”而制成的狭窄褶裥。在比尔卡的十世纪维京人坟墓中发现了用这种技术打褶的亚麻衬衣或罩衫。

### 卷边褶
卷边褶（英語：rolled）创造出从织物顶部到底部的管状褶裥。将要打褶的织物的一部分捏住，然后滚动，直到它平放在织物的其余部分，形成一个管状。卷边褶的一种变体是堆叠褶，它的滚动方式类似，并且每英寸成品褶至少需要五英寸的织物。这两种类型的褶裥都会产生厚实的接缝。

### 华托褶
华托褶（英語：watteau）是在18 世纪萨克背长袍和一些模仿这些长袍的19 世纪晚期茶会袍的背面领口处发现的一两个箱型褶。这个词不是同时代的，而是服装历史学家用来指代安托万·华托绘画中描绘的这些风格。

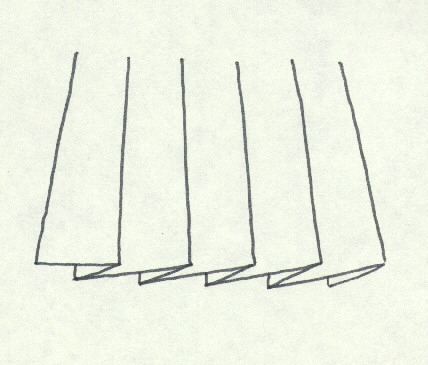
刀锋褶是缝纫中使用的基本褶裥。
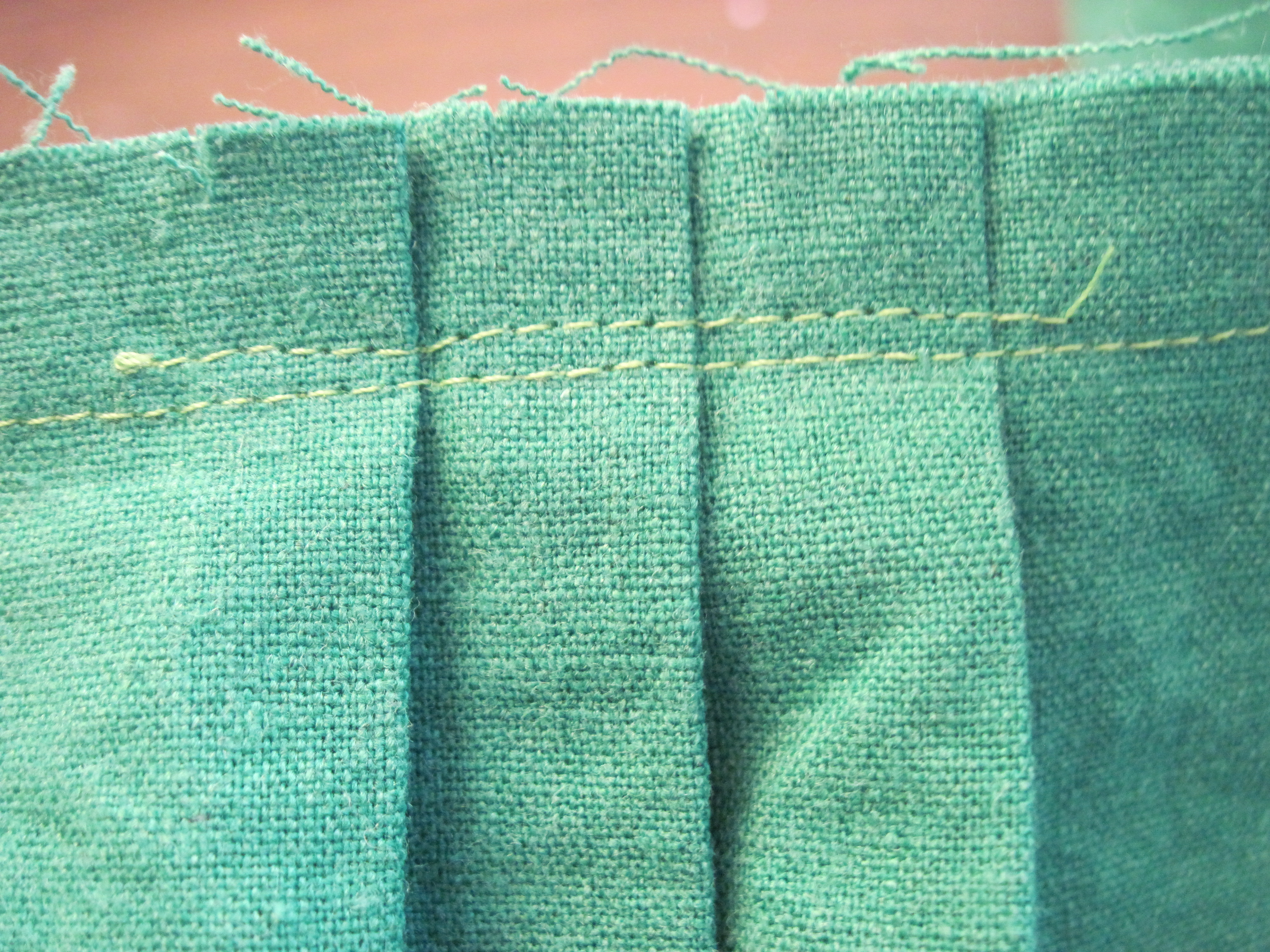
刀锋褶，显示了结构和接缝针迹。
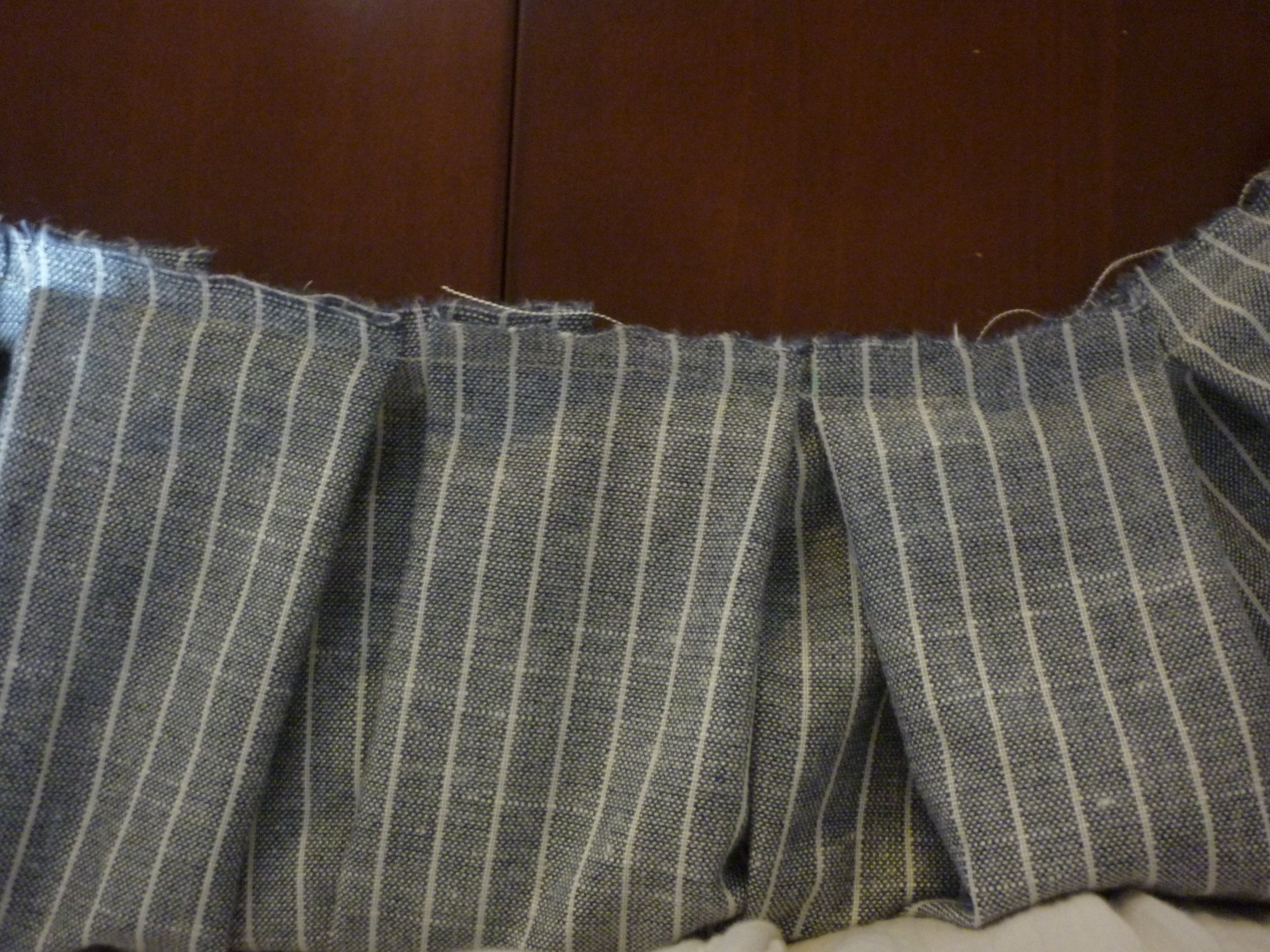
裙子的箱型褶。

## 现代用法
服装采用褶裥既有实用原因（如为穿着者提供活动自由），也有纯粹的风格原因。

### 衬衫、女衬衫、夹克

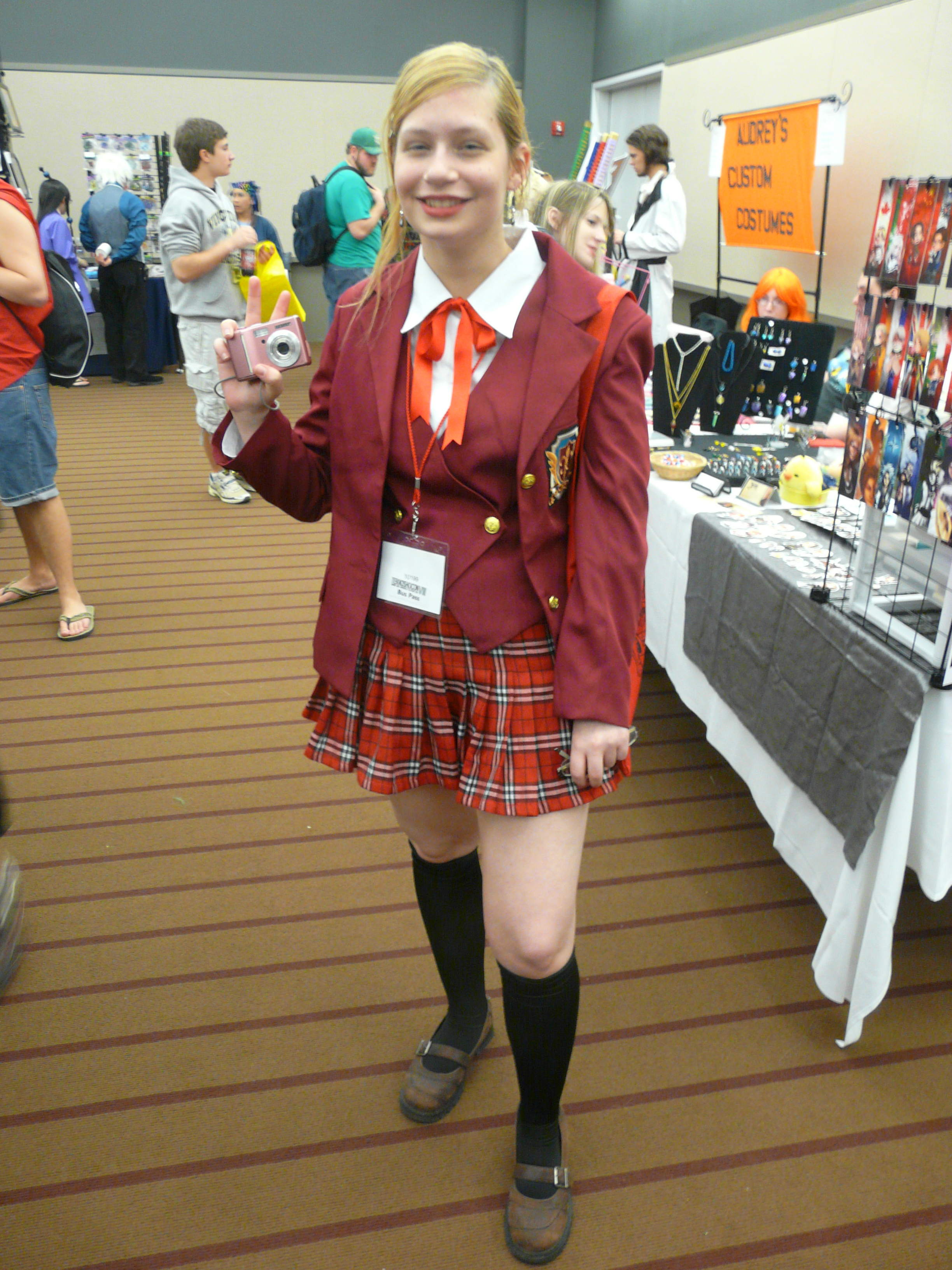
一个女孩穿着打褶的格子呢裙子。（2010年宾夕法尼亚州匹兹堡Tekko大会）

衬衫和罩衫（英語：blouses）的背面通常有褶裥，以提供活动自由，袖子上也有褶裥，在袖子逐渐变细与袖口相接的地方。标准男式衬衫在肩部正下方的背面中央有一个箱型褶，或者在背面的两侧各有一个简单的褶裥。
专为户外活动设计的夹克通常有褶裥（通常是反向箱型褶），以提供活动自由。诺福克夹克的胸部和背面都有双头反向箱型褶。

### 裙子和苏格兰裙
裙子、连衣裙和苏格兰裙可以带有各种类型的褶裥，以增加腰部、臀部或下摆处的丰腴态（英語：fullness），以提供活动自由或实现设计效果。
- 在直筒裙的下摆附近可以设置一个或多个后摆褶，以便穿着者在行走时感到舒适，同时保持窄版的线条。
- 现代苏格兰裙可以用箱型褶或刀锋褶制成，并且可以“按条纹打褶”（英語：pleated to the stripe）或“按格子打褶”（英語：pleated to the sett）。

### 裤子

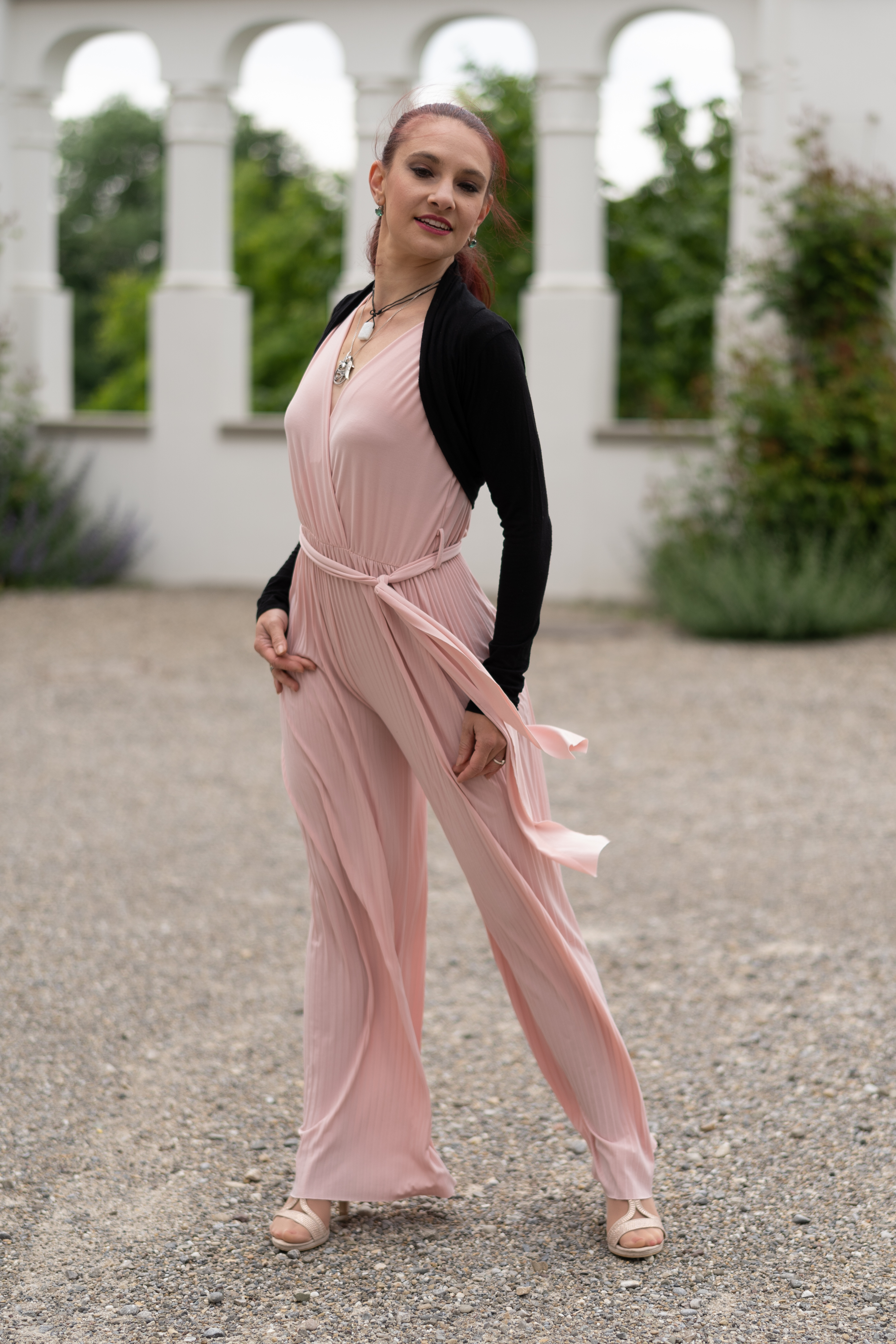
裤腿打褶的连体裤。

服装正面腰带正下方的褶裥是许多款式正式和休闲裤子的典型特征，包括西装裤和卡其裤。可能有一个、两个、三个或没有褶裥，它们可以朝向任一方向。当褶裥朝向口袋张开时，它们被称为反向褶（卡其裤和灯芯绒裤子的典型特征），当它们朝向拉链张开时，它们被称为正向褶。
实用型或非常休闲的款式，如牛仔裤和工装裤，都是平面的（腰带处没有褶裥），但可能有风箱口袋。
打褶裤子在第二次世界大战之前很流行；战争期间对织物的配给排除了这种款式，由于布料短缺，平面裤子成为必然的选择。打褶裤子，尤其是双反向褶裥的款式，在 20 世纪 80 年代和 90 年代很常见，但到了 21 世纪初，它们已经不再流行。

### 口袋
风箱口袋是一种贴袋口袋，带有一个嵌入式箱型褶，以便口袋在装满时可以扩展。风箱口袋是工装裤、狩猎夹克和其他实用服装的典型特征。

### 百叶帘
百叶帘（英語：pleated blinds）是由致密织物制成的窗帘，在提起时会像手风琴一样折叠起来。该模型于 20 世纪中期在德国开发。如今，百叶窗帘因其功能性、设计多样性和有效的阳光防护而在世界各地都很受欢迎。

## 图片库

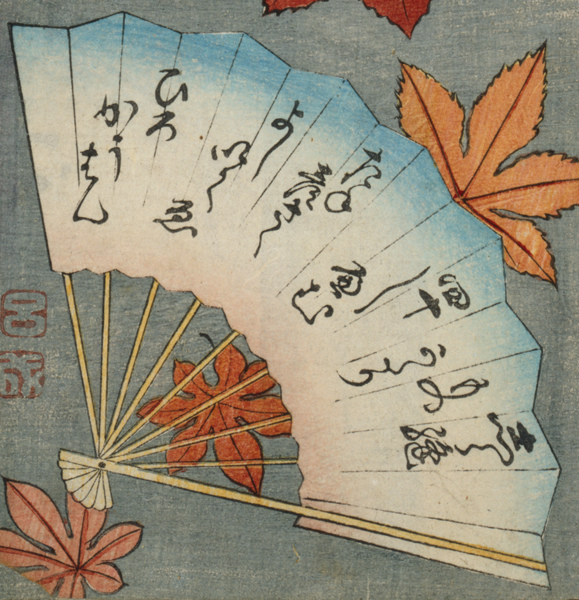
1 – 旭日褶
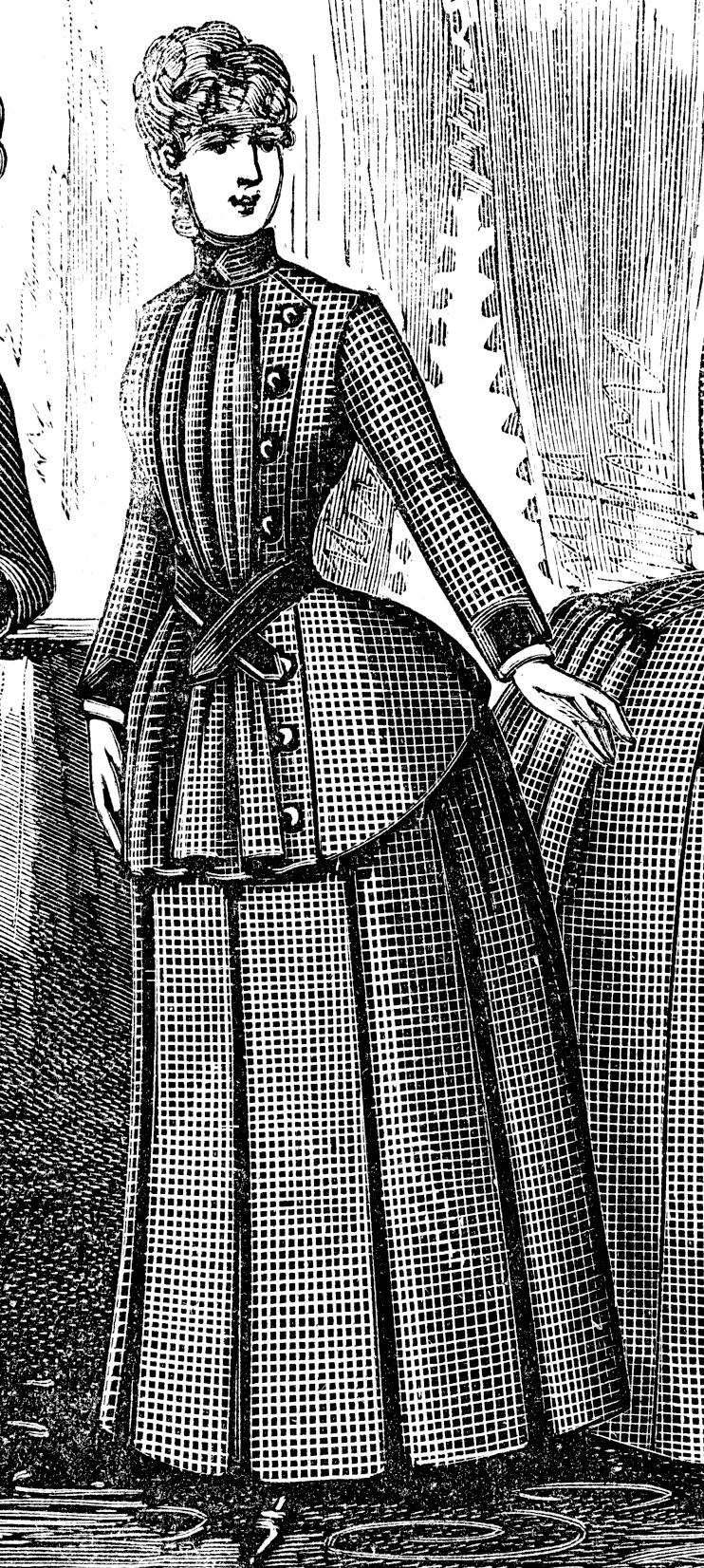
2 – 箱型褶
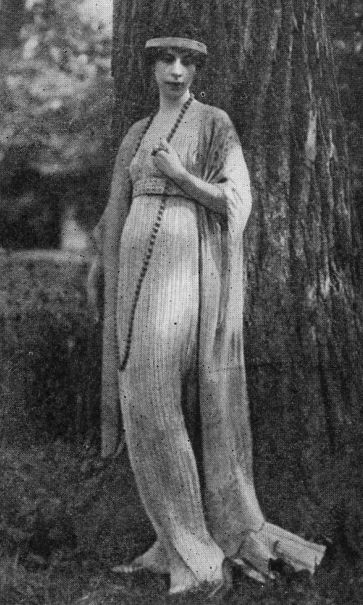
3 – 福图尼褶
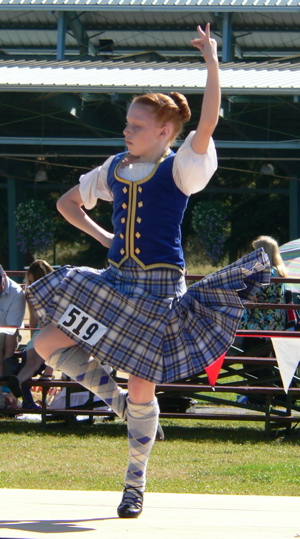
4 – 刀锋褶
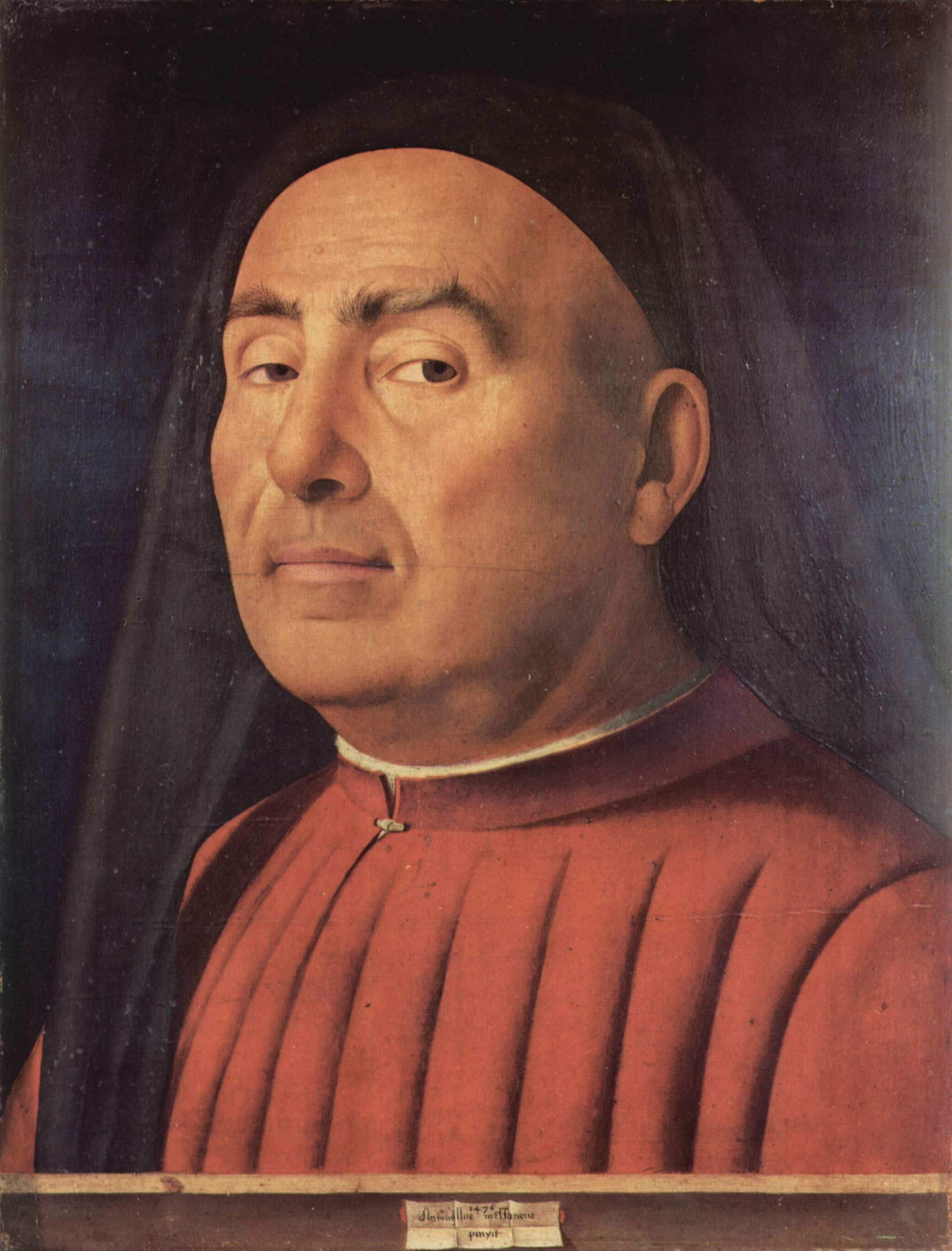
5 – 风琴管褶
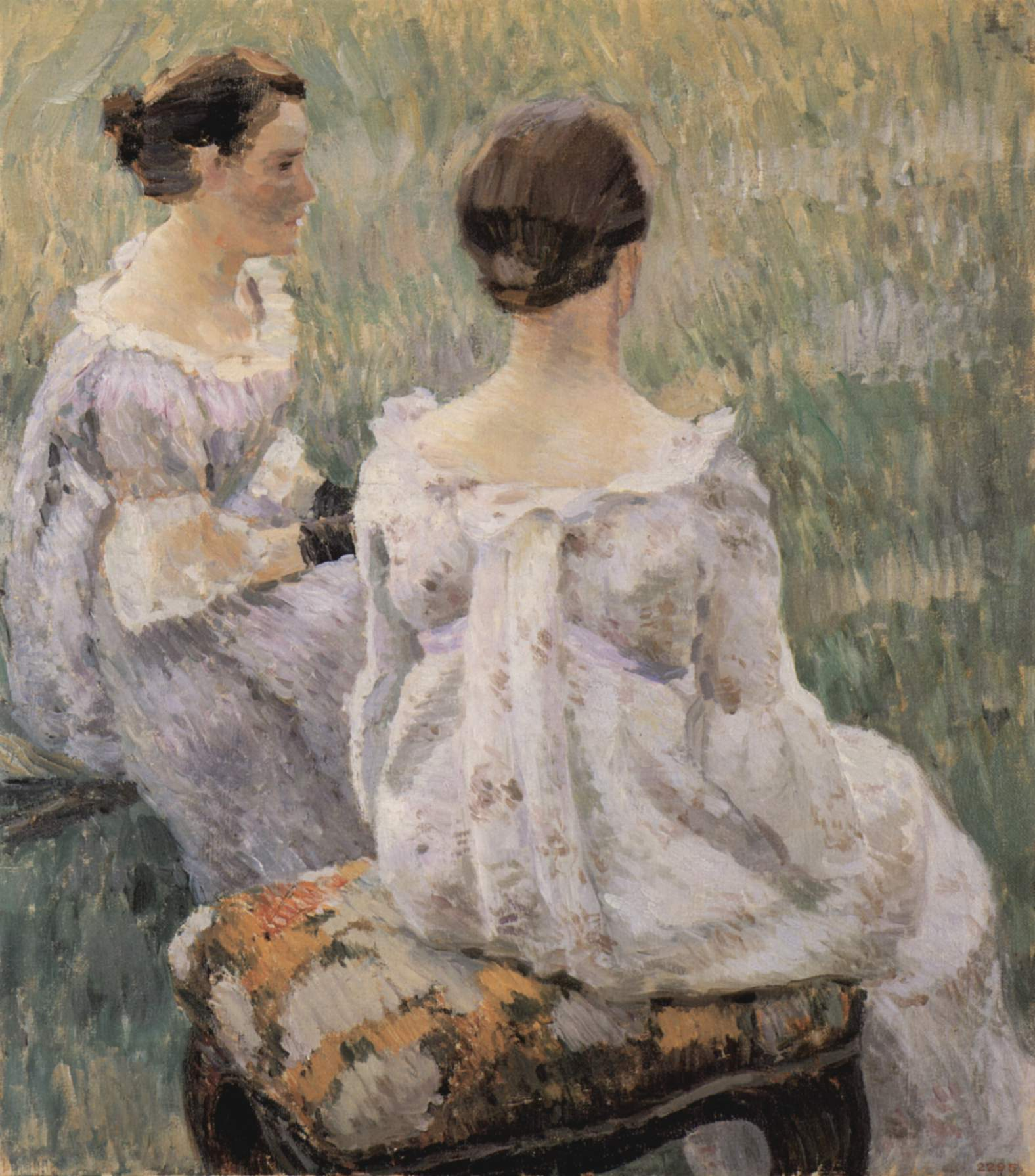
6 – 华托褶
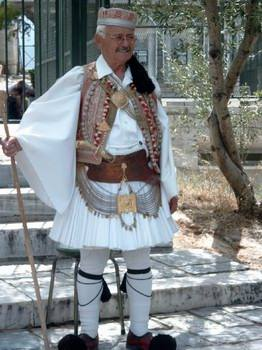
7 – 精致的箱型褶

1. 木版画，旭日褶折叠扇，日本，19 世纪
2. 下午服装，裙子为箱型褶，紧身胸衣嵌板为非压制箱型褶，法国，1886 年
3. 福图尼褶德尔菲长袍，1917 年
4. 刀锋褶短裙，褶裥缝到臀线处，2005 年
5. 风琴管褶长袍，佛罗伦萨，1470 年
6. 茶会袍，背面为华托褶，俄罗斯，1899 年
7. 福斯塔内拉（英语：Fustanella） - 巴尔干半岛男士服装，带褶裥

## 资料来源
- Arnold, Janet: Patterns of Fashion: the cut and construction of clothes for men and women 1560–1620, Macmillan 1985. Revised edition 1986. ISBN 0-89676-083-9
- Arnold, Janet: Patterns of Fashion 1 (cut and construction of women's clothing, 1660–1860), Wace 1964, Macmillan 1972. Revised metric edition, Drama Books 1977. ISBN 0-89676-026-X.
- Kohler, Carl: A History of Costume, Dover Publications reprint, 1963, ISBN 0-486-21030-8
- Owen-Crocker, Gale R., Dress in Anglo-Saxon Englandrevised edition, Boydell Press, 2004, ISBN 1-84383-081-7
- Picken, Mary Brooks, The Fashion Dictionary, Funk and Wagnalls, 1957. (1973 edition ISBN 0-308-10052-2)
- Tozer, Jane and Sarah Levitt, Fabric of Society: A Century of People and their Clothes 1770–1870, Laura Ashley Press, ISBN 0-9508913-0-4